# Zdislavice (Troubky-Zdislavice)
Zdislavice je jižní část obce Troubky-Zdislavice v okrese Kroměříž. Je zde evidováno 98 adres. Trvale zde žije 183 obyvatel.
Zdislavice je také název katastrálního území o rozloze 3,64 km2.

## Historie
První písemná zmínka o obci pochází z roku 1349. Zdislavice vlastnilo během dvou set let víc než sto vladyků nebo drobných šlechticů. Mezi ty první patří Vojtěch a Martin z Troubek, další byli například Skrbenští, Zástřizlové, Dřínovští, Jankovští, Miňovští z Lazníků a spousta jiných.
V polovině 17. století Zdislavice získal Jan Kokorský z Kokor a skrze jeho dceru dále Adam Karel Otislav z Kopenic. O téměř sto let později koupil panství v dražbě Antonín Valentin, svobodný pán Kaschnitz z Weinberka. Ke Zdislavicím již tenkrát patřily obce Honětice a Lebedov. Za jeho působení ve Zdislavicích došlo k největšímu rozkvětu obce. Díky svým kontaktům mohl realizovat nové postupy při chovu ovcí, a právě proto byla za několik let vlna z těchto ovcí žádána nejen u nás, ale i v celé Evropě. Jeho zeď Bedřich Zikmund, svobodný pán Vockl převzal panství a pokračoval v započatém rozvoji.
Po něm zdědila všechen majetek jeho dcera Marie Vocklová, která si vzala za manžele Františka svobodného pána Dubského z Třebomyslic, roku 1843 povýšeného do hraběcího stavu.
Marie Vocklová zemřela čtrnáct dní po narození její dcery Marie Dubské, dnes známé rakouské spisovatelky, která se provdala za syna dědečkovy sestry, její tety Heleny hr. Dubské a Wenzela von Ebner-Eschenbacha, o patnáct let staršího Moritze von Ebner-Eschnebacha.
František hrabě Dubský se za svůj život oženil ještě dvakrát. Po něm statek a zámek získal syn Adolf Dubský. Posledním členem rodu, který ve Zdislavicích žil, byl Adolfův syn Viktor.

## Obyvatelstvo

### Struktura
Vývoj počtu obyvatel za celou obec i za její jednotlivé části uvádí tabulka níže, ve které se zobrazuje i příslušnost jednotlivých částí k obci či následné odtržení.
| Místní části   | Místní části    | 1869 | 1880 | 1890 | 1900 | 1910 | 1921 | 1930 | 1950 | 1961 | 1970 | 1980 | 1991 | 2001 | 2011 |
| -------------- | --------------- | ---- | ---- | ---- | ---- | ---- | ---- | ---- | ---- | ---- | ---- | ---- | ---- | ---- | ---- |
| Počet obyvatel | část Zdislavice | 412  | 466  | 387  | 396  | 376  | 381  | 415  | 301  | 358  | 369  | 325  | 308  | 183  | 201  |
| Počet domů     | část Zdislavice | 72   | 76   | 78   | 73   | 74   | 77   | 100  | 92   | -    | 80   | 70   | 87   | 84   | 87   |

## Pamětihodnosti
- Zámek Zdislavice (v roce 2018 při rekonstrukci zámku došlo k sesunutí obvodové stěny do tajné chodby, která spojovala zámek s hrobkou hr. Dubských)
- Socha sv. Josefa
- Hrobka Marie von Ebner-Eschenbachová, s bustou
- Kaple P. Marie

## Další fotografie

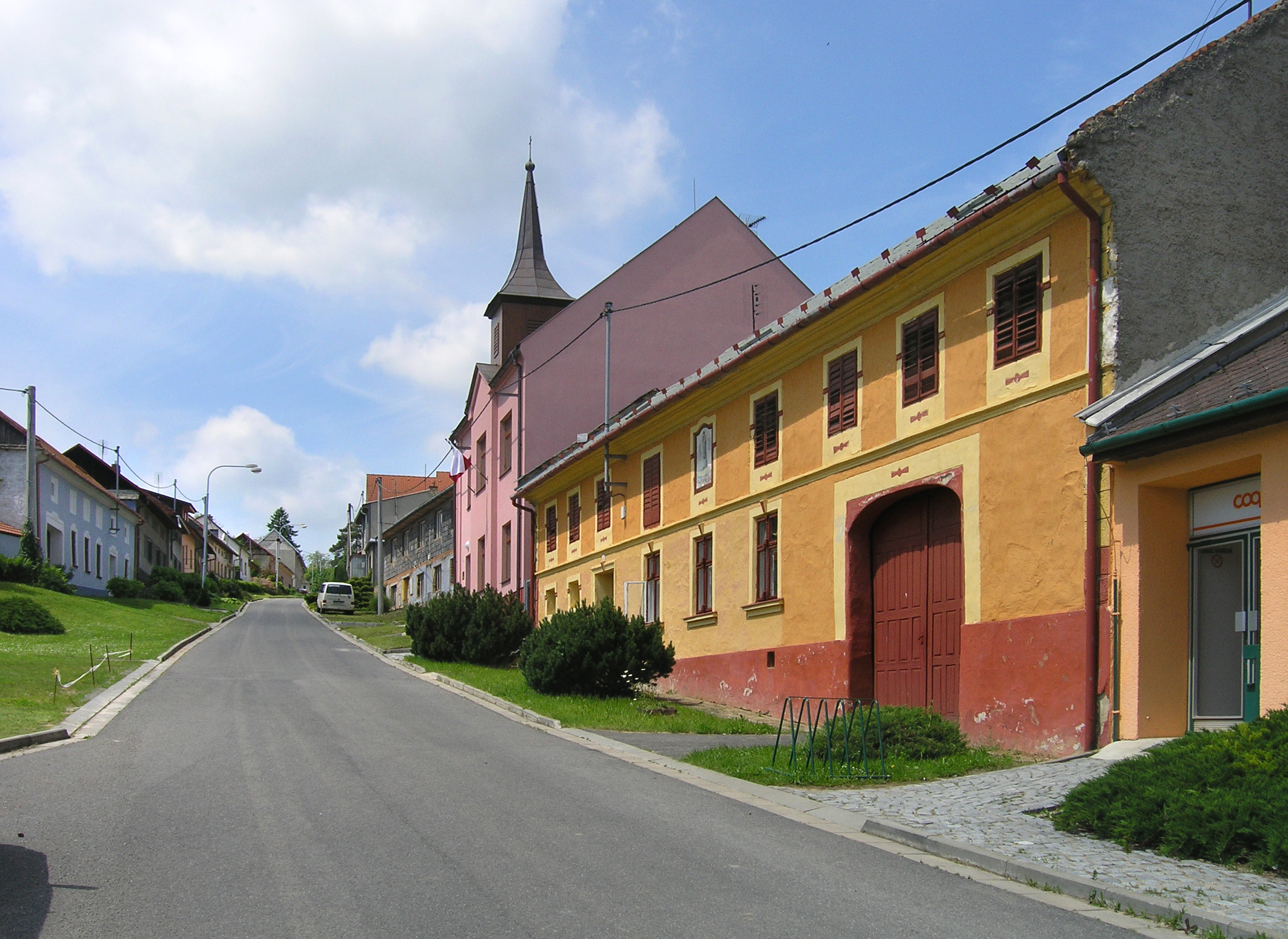
Náves
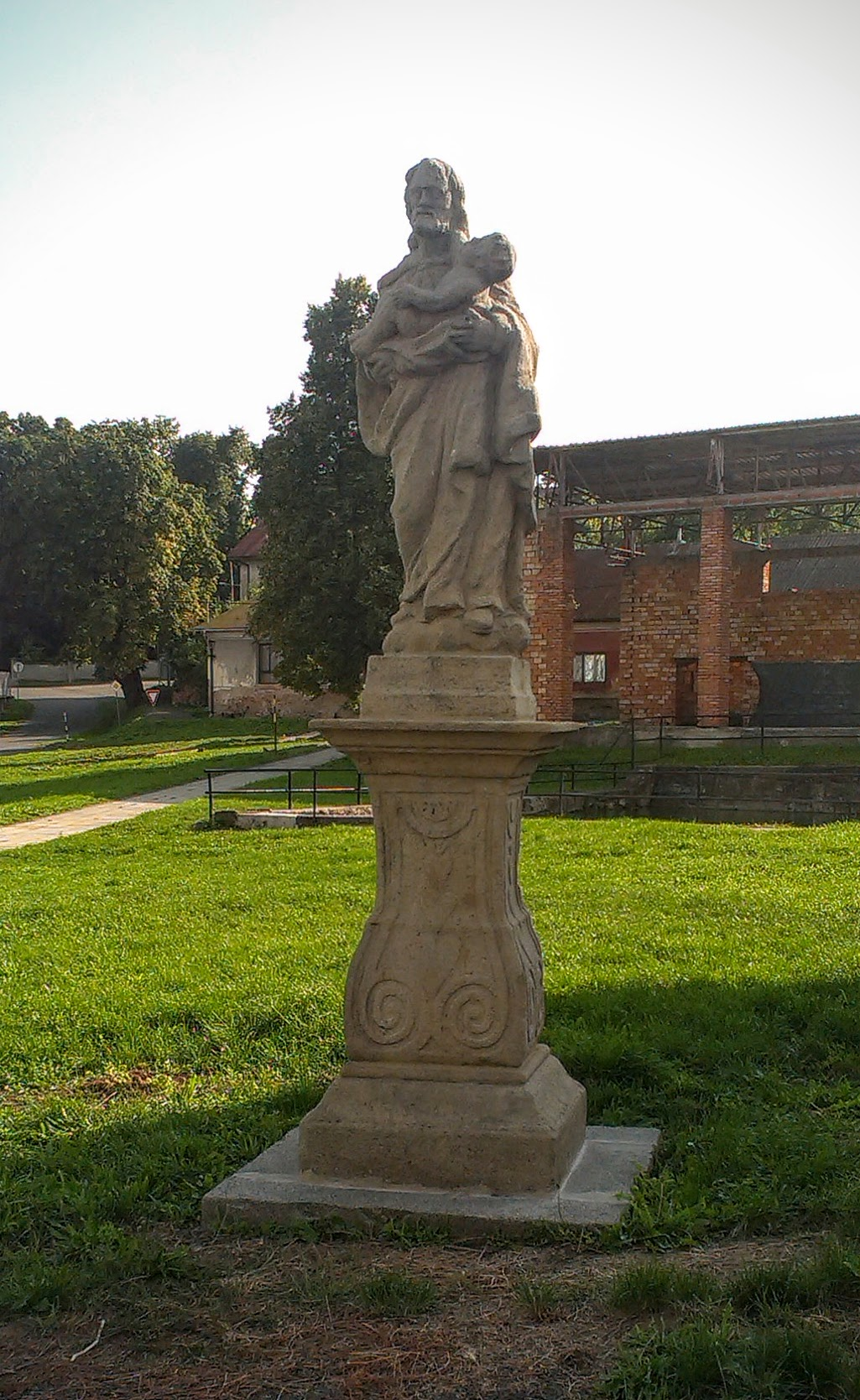
Socha sv. Josefa
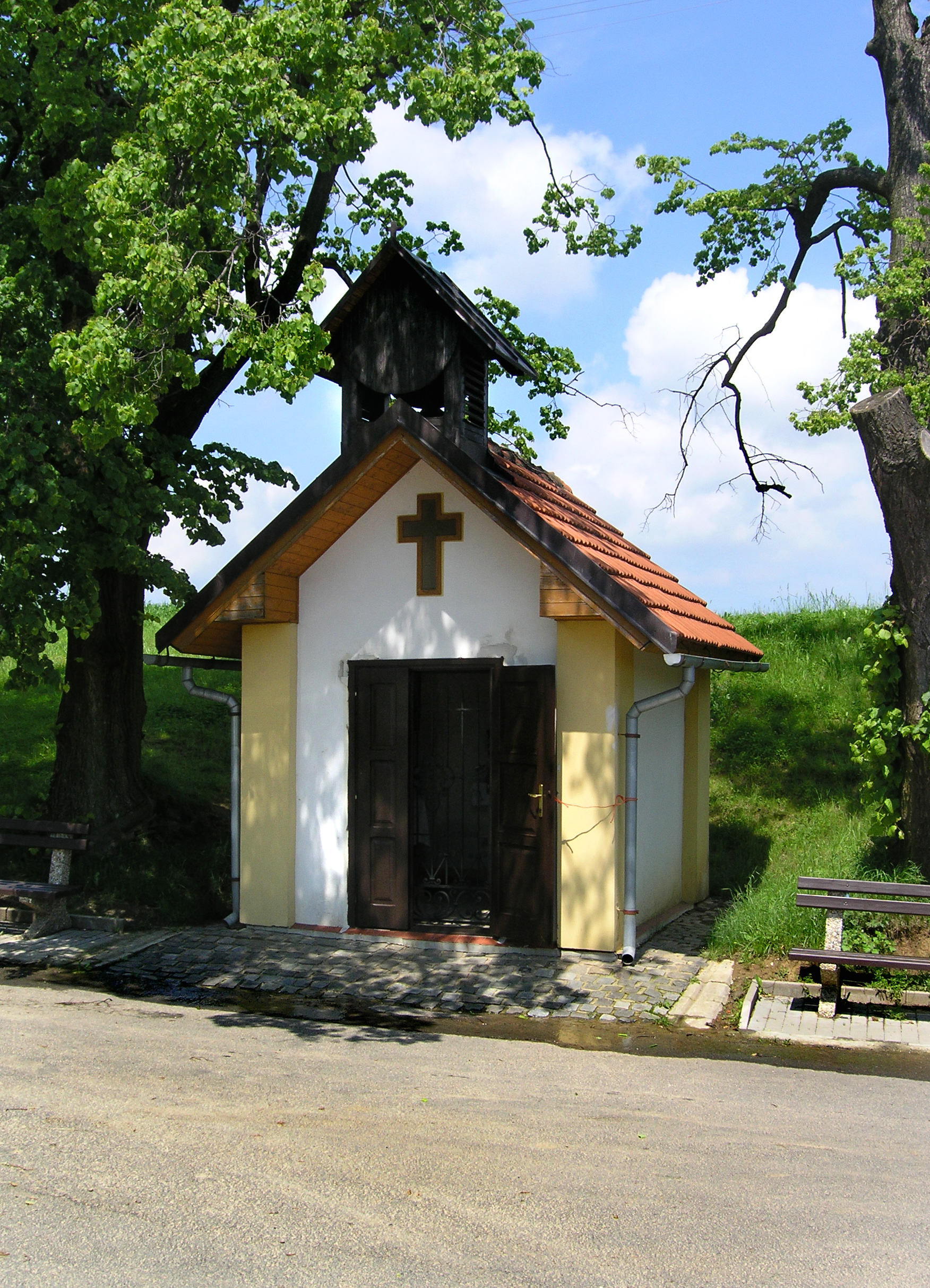
Kaplička nad vesnicí
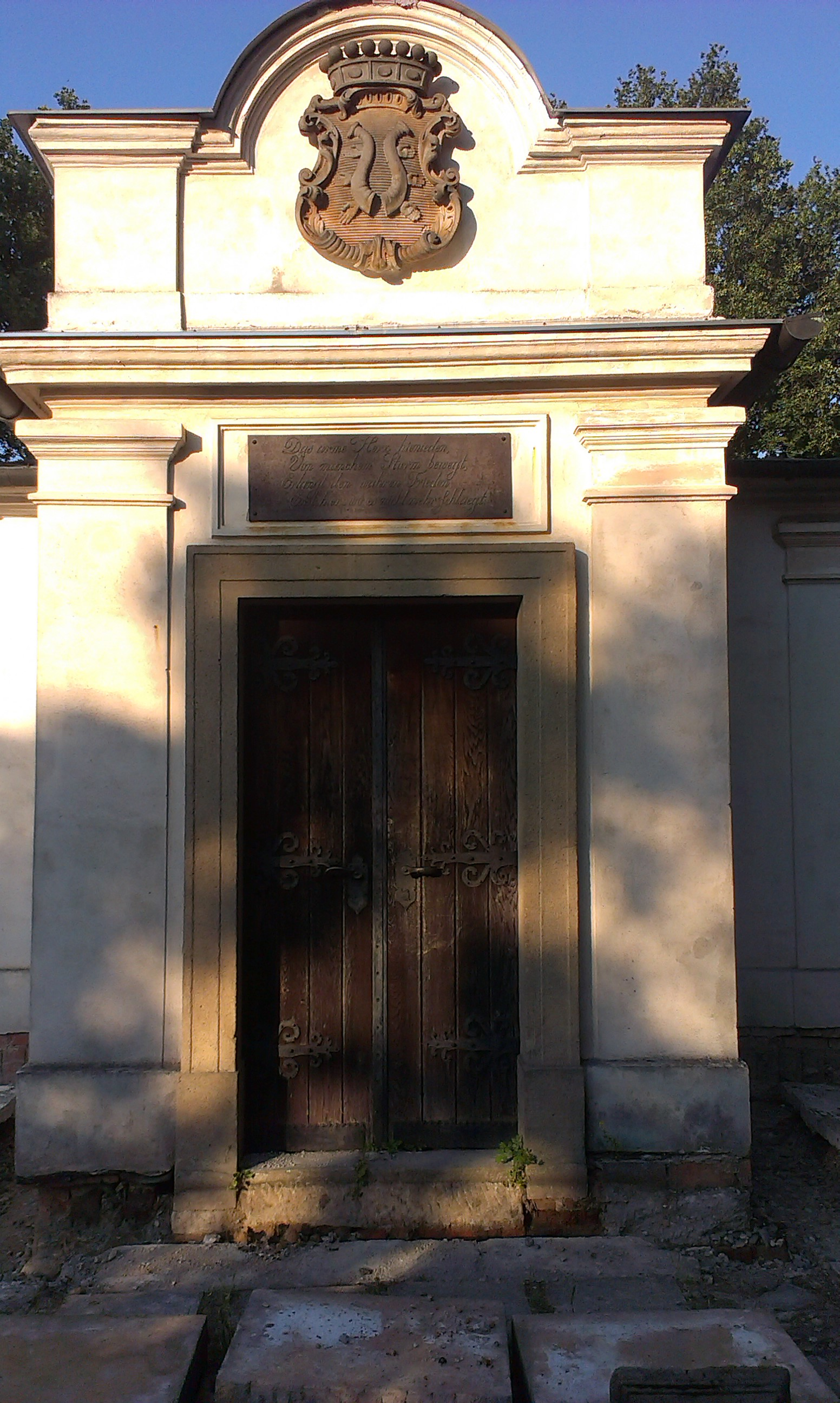
Portál hrobky s erbem
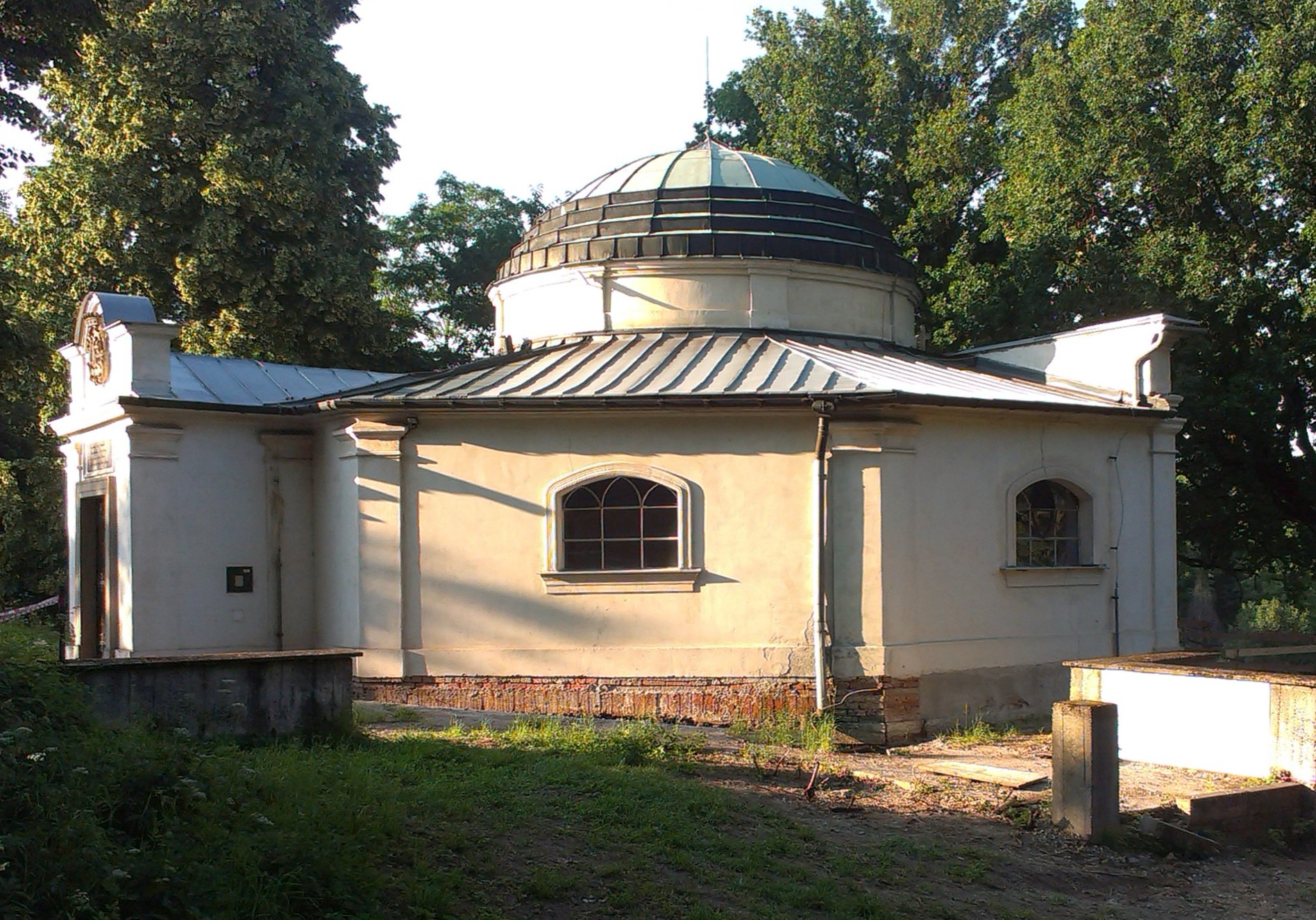
Boční pohled na hrobku
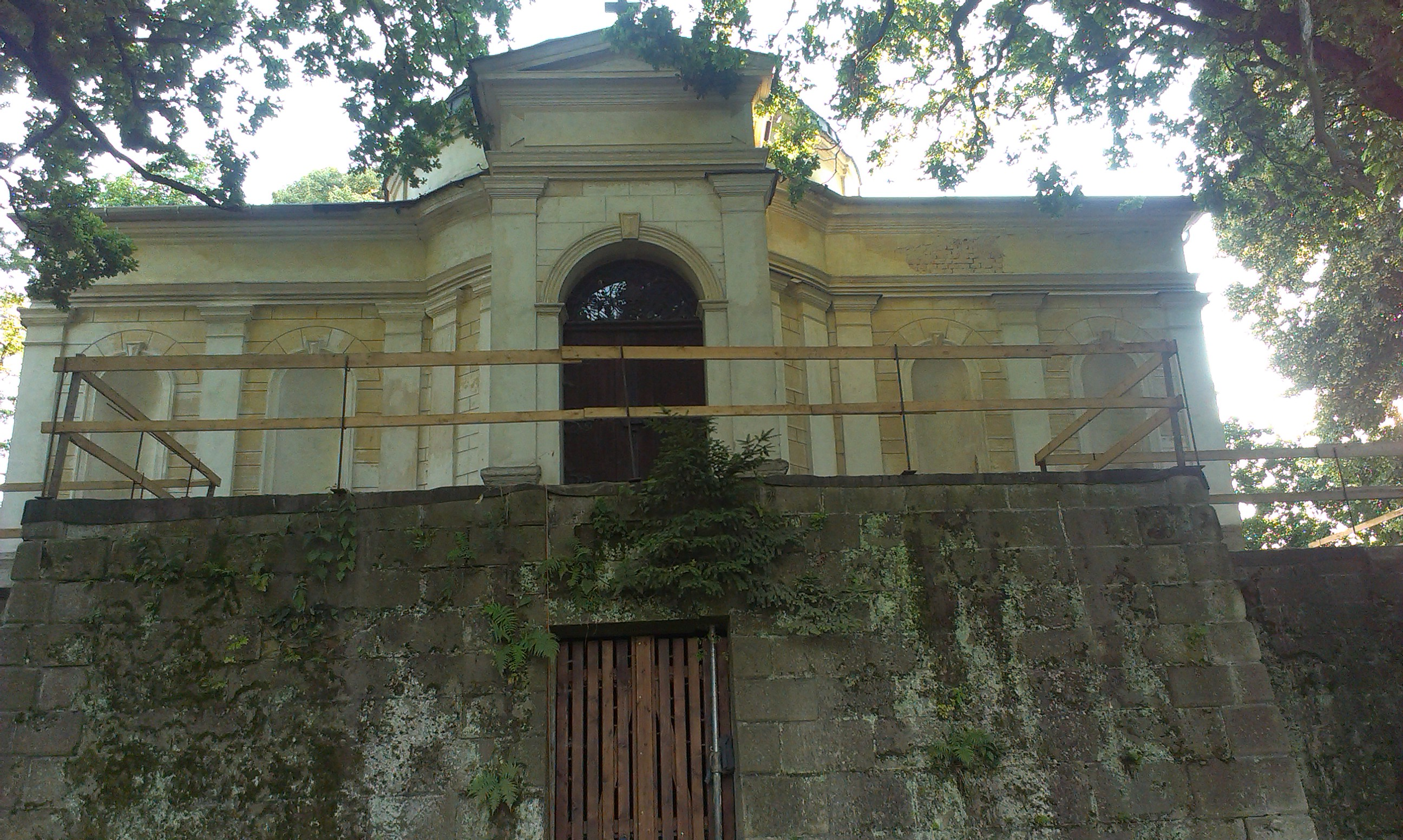
Pohled na zadní část hrobky
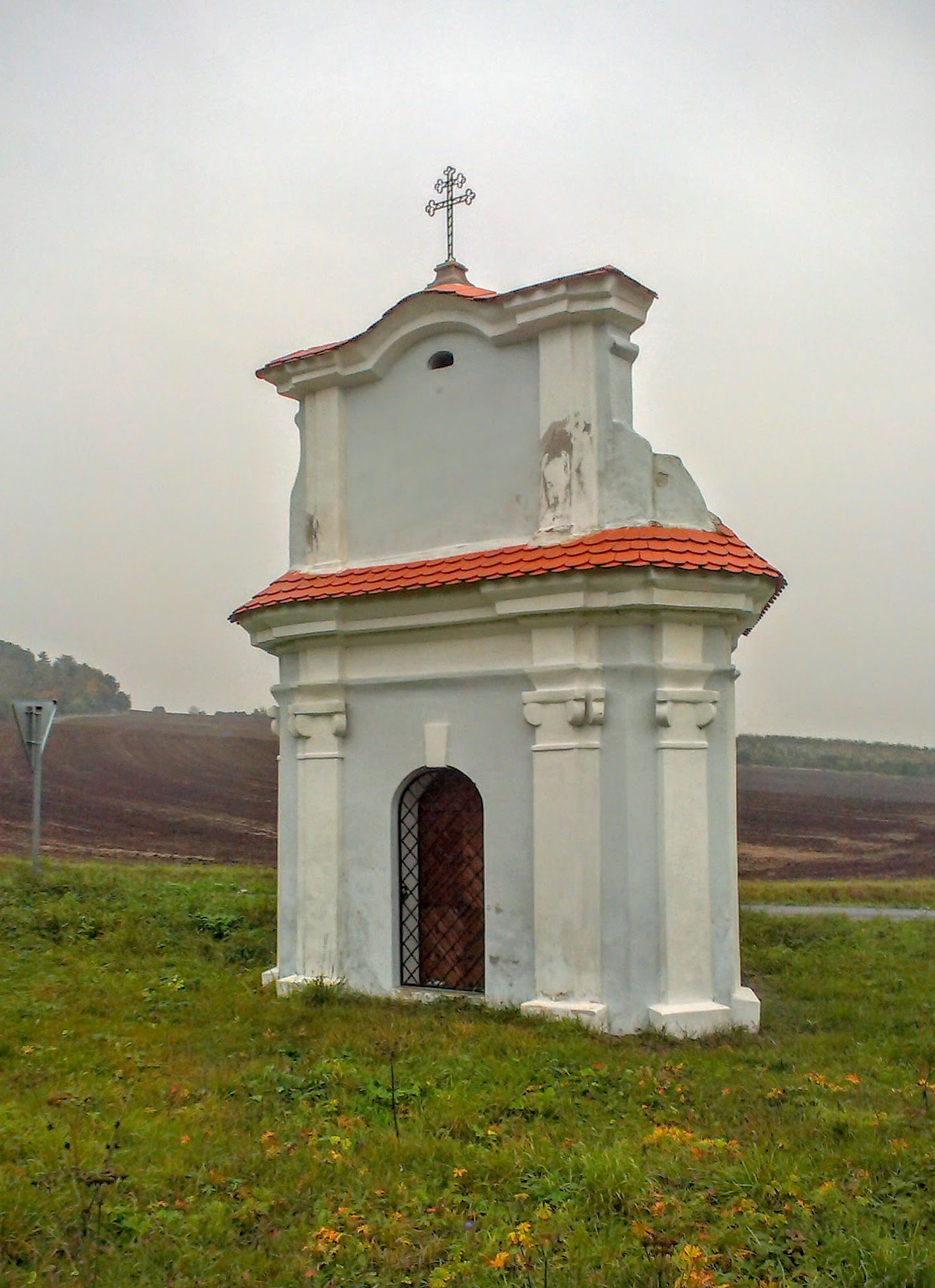
Kaple P. Marie
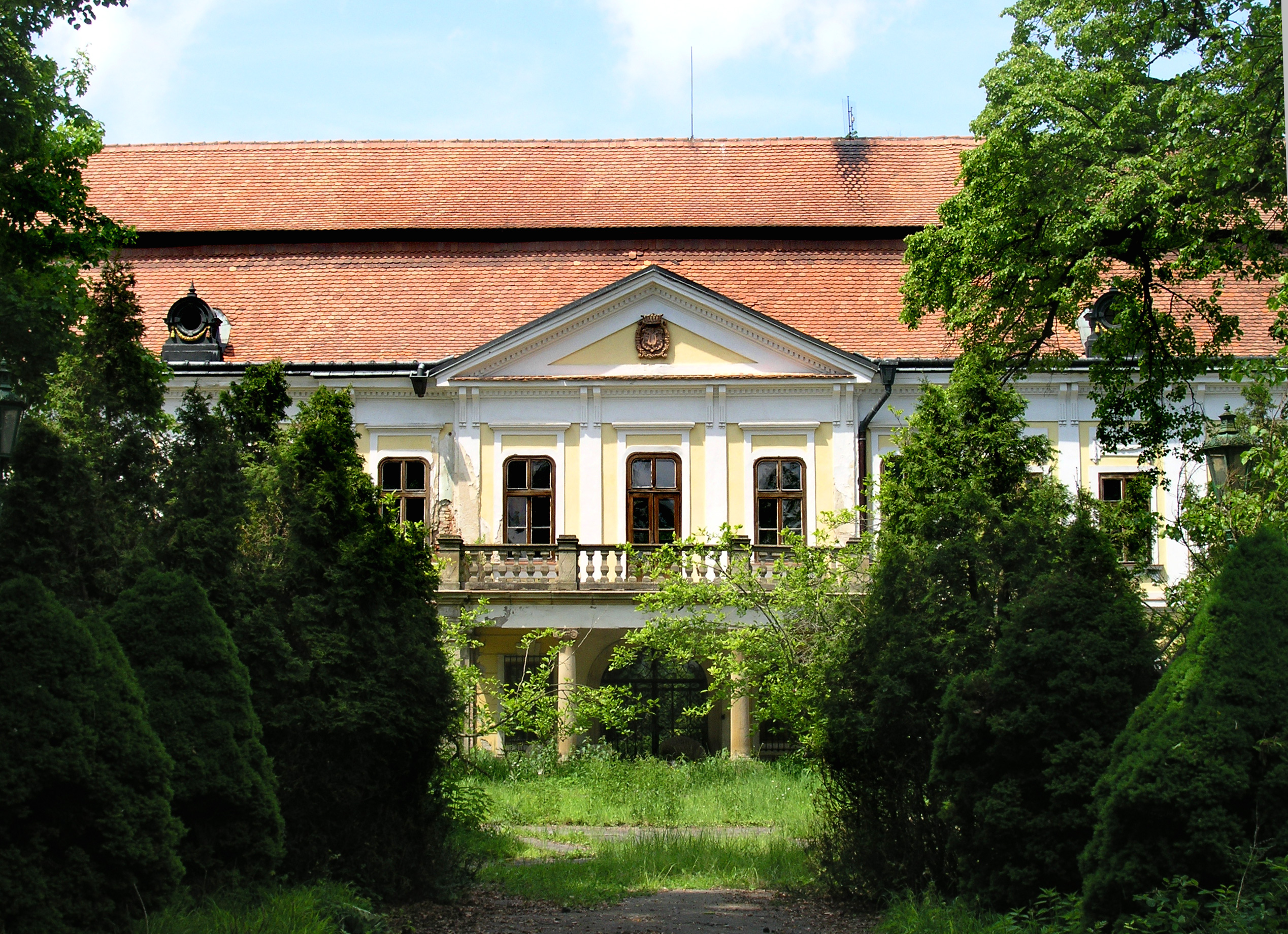
Zámek ve Zdislavicích
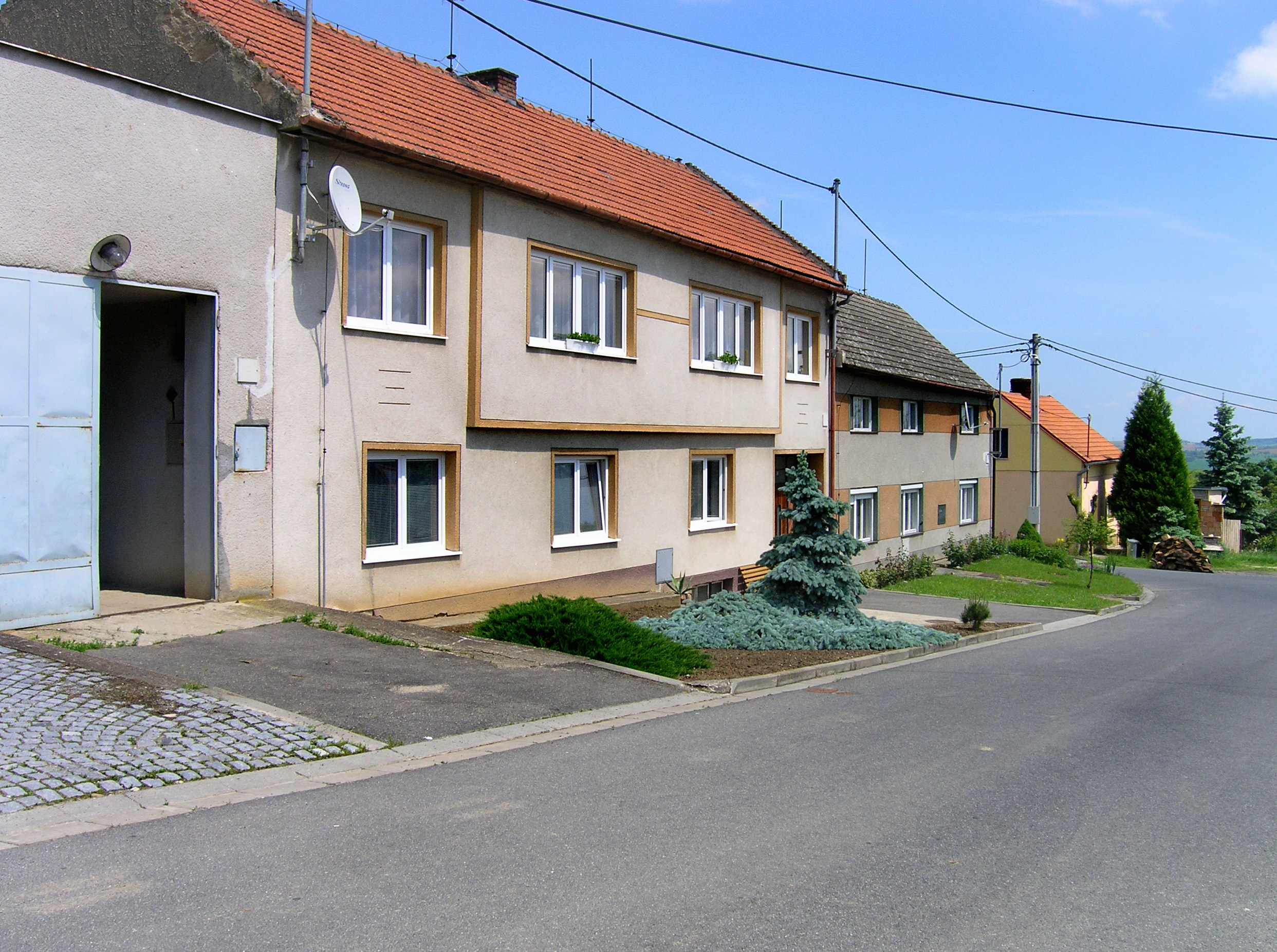
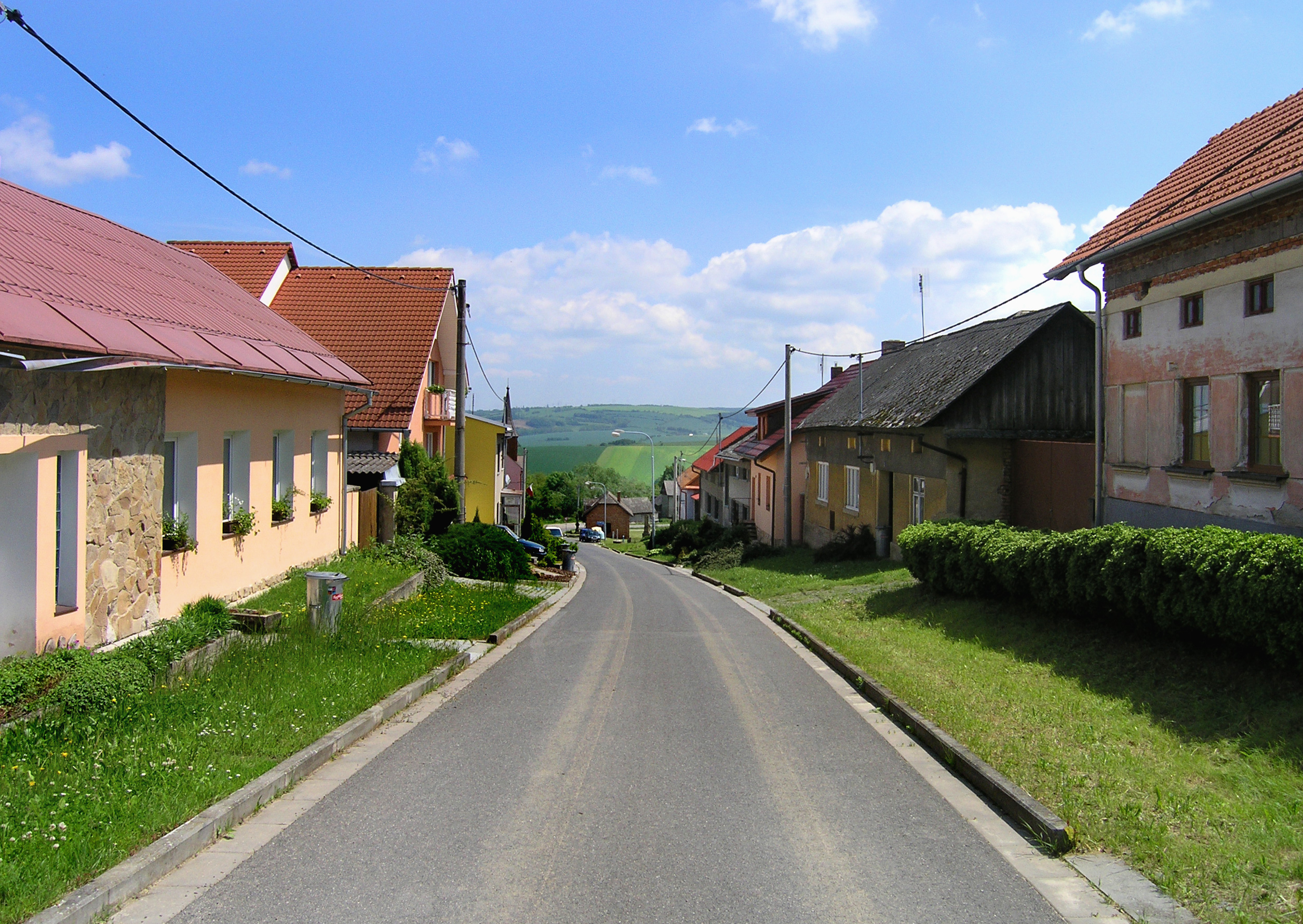